# Tanomoshi
Tanomoshi o tanomoshiko (también escrito tanomoshi-ko o tanomosiko) (japonés: 頼母子講, "grupo fiable") es una variedad de asociación de ahorro y crédito rotatorio, originario de Japón. Históricamente, este sistema desempeñó un papel importante en la vida económica de Japón y entre los nikkei. Aún sobrevive de manera informal en algunas partes de Japón y en otros países.

## Nombre
A tanomoshi o tanomoshiko (頼母子講) también se le ha llamado mujin (無尽) o moai (模合) en Japón. El nombre puede derivar de la raíz tanomu, que significa "pedir ayuda" o "mendigar", o bien, de tayori ni naru mono, que significa confianza.

## Historia
Tanomoshi, que designa un plan de financiación social de ayuda mutua organizado localmente, existe en Japón al menos desde mediados del período Kamakura (1185-1333). El principio era que cada miembro aportaba una cantidad económica solidaria a intervalos regulares y recibía un pago único cuando le tocaba el turno.  Requería confianza mutua entre los implicados.
La institución facilitaba el ahorro personal, la inversión en propiedades y empresas, los seguros, los préstamos personales o la ayuda a los más pobres. En el período Tokugawa (1603-1868), el tanomoshi estaba muy extendido. A finales del siglo XIX, bajo el período Meiji, se desarrollaron los bancos comerciales, pero como los bancos eran reacios a ofrecer servicios bancarios personales y a pequeña escala, no sustituyeron del todo al tanomoshi, que se incorporó a las empresas mujin de financiación mutua en 1915.
Tampoco el tanomoshi fue totalmente sustituido por la seguridad social estatal cuando se implantó a principios del siglo XX. El sistema también funcionó entre los inmigrantes japoneses, principalmente en Estados Unidos, Brasil o Perú, ayudándoles a establecer nuevos negocios allí. De hecho, aunque disminuyó en el propio Japón, siguió siendo de gran importancia para las comunidades japonesas de ultramar.
El sistema declinó tras la Segunda Guerra Mundial, con el mayor crecimiento de los bancos comerciales, la seguridad social y la relajación de los lazos comunitarios, pero sigue existiendo en algunas partes de Japón. En la década de 1970 se estimaba que existían entre 20 y 30 grupos tanomoshi integrados por miembros económicamente más acomodados de las comunidades buraku.

## Actualidad
El tanomoshi sigue funcionando en algunas zonas, especialmente en Kyushu y Okinawa. Por ejemplo, en la prefectura de Okinawa, el tanomoshi está activo bajo el nombre de moai, y se ha vendido una moneda local llamada moai cho en papelerías (por ejemplo, Equipo Editorial de la Enciclopedia para Conocer Okinawa, 2000; Shimokawa, 2006). En la región de Aizu, en la prefectura de Fukushima, el tanomoshi llamado mujin ha servido para ahorrar para el ocio principalmente en restaurantes una vez al mes (por ejemplo, Kimura, 2001). Sin embargo, en general, se considera que los servicios financieros tradicionales basados en la ayuda mutua y la solidaridad ya no son necesarios. En su lugar, los préstamos al consumo surgieron como una nueva forma de pedir dinero prestado.
La mayoría de los tanomoshiko se organizan en el lugar de trabajo o entre amigos. Los miembros pueden utilizar los fondos acumulados para financiar un viaje o un banquete. Es más utilizado por miembros de minorías sociales que son menos propensos a pedir dinero prestado a instituciones financieras. La institución tiene poco o ningún estatus legal.
Singularmente en Perú, aunque se ha distorsionado algo el concepto de ayuda mutua o solidaridad, el tanomoshi, también conocido como junta o pandero, fue evolucionando hacia una forma de inversión más tradicional, con ánimo de lucro, llegando incluso a redactar estatutos, donde prima la subasta para llevarse el fondo el que mayor interés ofrezca.